# اگر تو را پیدا کنم (مجموعه تلویزیونی ارمنستانی)
اگر تو را پیدا کنم (ارمنی: Եթե գտնեմ քեզ Yete Gtnem Kez; انگلیسی: If I Find You) یک مجموعه تلویزیونی درام ملودرام ارمنستانی ۳۲–۴۰ دقیقه‌ای محصول سال ۲۰۱۷ کشور ارمنستان به کارگردانی گورگن سارگسیان، تهیه‌کنندگی النا آرشاکیان  می‌باشد. این مجموعه از روز ۸ ژانویه ۲۰۱۷ از آتی‌وی شروع به نمایش درآمد. این مجموعه هر روز کاری ساعت ۲۱:۰۰ شب پخش می‌شد. بیشتر داستان این مجموعه در ایروان در ارمنستان اتفاق می‌افتد.

## یادداشت
1. ↑  Panarmenian TV
2. ↑  Gurgen Sargsyan
3. ↑  Elena Arshakyan